# Jan I. z Lichtenštejna
Jan I. Josef, kníže z Lichtenštejna, německy Johann I. Josef von Liechtenstein, (26. června 1760 Vídeň - 20. dubna 1836 Vídeň) byl rakouský polní maršál a 10. kníže z Lichtenštejna v letech 1805–1806 a pak znovu v letech 1814–1836. Byl posledním lichtenštejnským knížetem, který vládl pod Svatou říší římskou. 

## Život
Narodil se jako druhorozený syne knížete Františka Josefa I. a jeho manželky Marie Leopoldiny ze Šternberka. Roku 1785 byl přijat mezi svobodné zednáře.

### Vojenská kariéra
Jan Josef si zvolil vojenskou kariéru a 26. dubna  ve 21 letech nastoupil do armády v hodnosti poručíka. Později během osmanských válek v Evropě se stal plukovníkem. Ve spojitosti s úspěchy proti Osmanům mu byl udělen rytířský kříž řádu Marie Terezie Na významu získal během napoleonských válek, kdy byl povýšen na post polního maršála a stal se vrchní velitelem armády Rakouského císařství. Vedl rakouské vojsko v bitvě u Slavkova. Později byl obviněn kvůli nevýhodným mírovým smlouvám s Napoleonem – prešpurský mír a schönbrunnský mír. Obě tyto dohody byly velmi výhodné pro Napoleona a tvrdé pro Rakousko a Jan Josef byl následně kritizován. Zejména Metternich ho (neoprávněně) obvinil z podepsání mírové smlouvy, když měl údajně pouze zjistit Napoleonovy požadavky. Roku 1810 zejména kvůli názorovým neshodám s vojáky novější generace odešel z armády.

### Kníže
Jako lichtenštejnský kníže provedl pokrokové reformy, i poté však země zůstávala absolutistickou monarchií. V roce 1818 však potvrdil platnost nové ústavy, jež omezovala moc panovníka. Zlepšil podmínky v zemědělství a lesnictví a radikálně reorganizoval svou administrativu, aby vyhověl požadavkům o modernizaci země. Stal se propagátorem nového uměleckého směru v zahradnictví biedermeier.
Janu I. Josefovi se také podařilo získat další panství, která věnoval svým synům, jako sekundo- a tertiogeniturní fideikomis: na přelomu let 1820/1821 získal panství Deutschlandsberg-Hollenegg (pro prince Františka de Paula), roku 1823 Neulengbach (pro prince Karla Jana) a roku 1831 panství Rosegg v Korutanech (pro prince Bedřicha).
V roce 1806 Napoleon začlenil Lichtenštejnsko do Rýnského spolku a udělil mu nezávislost. Na Vídeňském kongresu byla suverenita Lichtenštejnska potvrzena. V roce 1815 se země stala členem Německého spolku, a tak upevnila svou suverenitu.

### Manželství a potomstvo

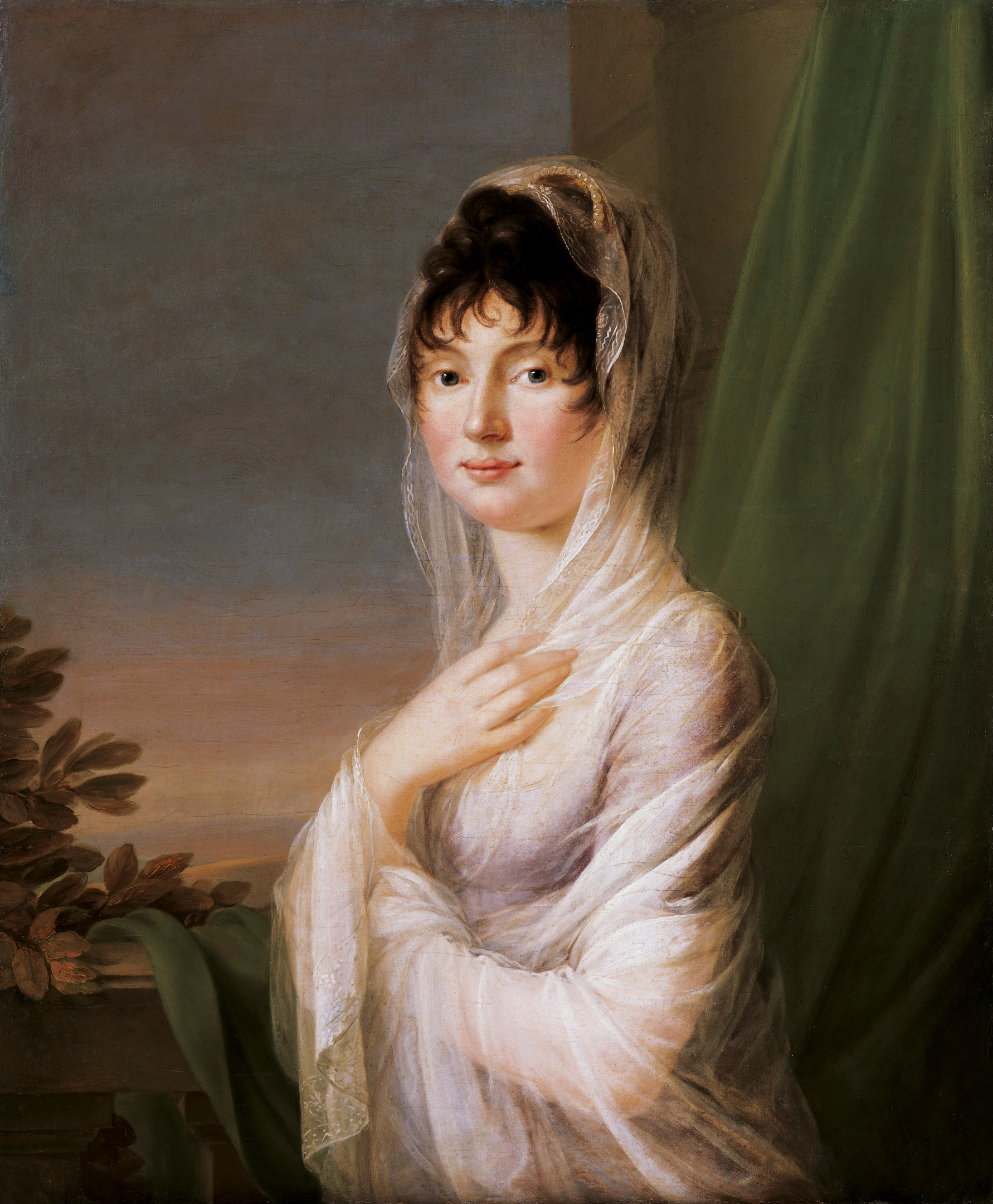
Kněžna Josefína, rozená Fürstenbergová (1776–1848), manželka knížete Jana I. (sbírky Lichtenštejnského muzea ve Vídni

V roce 1792 se kníže Jan oženil s Josefou Žofií z Fürstenbergu-Weitry (1776–1848), dcerou lantkraběte Jáchym Egon z Fürstenbergu, s níž měl 14 dětí. Nejstarší syn Alois II. byl dědicem knížecího titulu a rodových majetků v Čechách, na Moravě a v Rakousku, dalších šest synů sloužilo v armádě, tři z nich dosáhli generálských hodností. Z dcer byla významnou osobností císařského dvora Žofie Marie (1798–1869), nejvyšší hofmistryně císařovny Alžběty. 
- 1. Leopoldina Marie Josefa (1793–1808)
- 2. Karolína (*/† 1795)
- 3. Alois Josef Maria Jan Křtitel (1796–1858), vládnoucí lichtenštejnský kníže 1836–1858, rytíř Řádu zlatého rouna, nositel velkokříže Řádu sv. Štěpána ∞ 1831 Františka Kinská z Vchynic a Tetova (1813–1881)
- 4. Žofie Marie Josefa (1798–1869), c. k. palácová dáma, dáma Řádu hvězdového kříže, nejvyšší hofmistryně císařovny Alžběty, ∞ 1817 Vincenc hrabě Esterházy z Galanty (1787–1835), c. k. komoří, generálmajor
- 5. Marie Josefína (1800–1884)
- 6. František de Paula Jáchym Josef (1802–1887), c. k. generál jezdectva, vrchní velitel v Uhrách, dědičný člen rakouské Panské sněmovny,  ∞ 1841 Julie hraběnka Potocká (1818–1895), c. k. palácová dáma, dáma Řádu hvězdového kříže
- 7. Karel Jan Nepomuk Antonín (1803–1871), c. k. plukovník,  ∞ 1832 Rosálie hraběnka von Grünne (1805–1841), dáma Řádu hvězdového kříže
- 8. Klotylda (1804–1807)
- 9. Henrietta (1806–1886), c. k. palácová dáma, dáma Řádu hvězdového kříže, ∞ 1825 Josef hrabě Hunyady de Kethély (1801–1869), c. k. komoří
- 10. Bedřich Adalbert (1807–1885), c. k. generál jezdectva, guvernér v Sedmihradsku, vrchní velitel v Uhrách, doživotní člen rakouské Panské sněmovny, rytíř Řádu zlatého rouna, ∞ 1848 Sophie Löwe (1815–1866), operní zpěvačka
- 11. Eduard František Ludvík (1809–1864), c. k. polní podmaršál, ∞ 1839 Honoria hraběnka Choloniew-Choloniewska (1813–1869), c. k. palácová dáma, dáma Řádu hvězdového kříže
- 12. August Ludvík Ignác (1810–1884), c. k. major
- 13. Ida Leopoldina Žofie (1811–1884), c. k. palácová dáma, dáma Řádu hvězdového kříže, ∞ 1832 Karel kníže Paar (1806–1881), c. k. tajný rada, komoří, dědičný člen rakouské Panské sněmovny, rytíř Řádu zlatého rouna
- 14. Rudolf (1816–1848), c. k. podplukovník, padl v Itálii

## Pohřeb

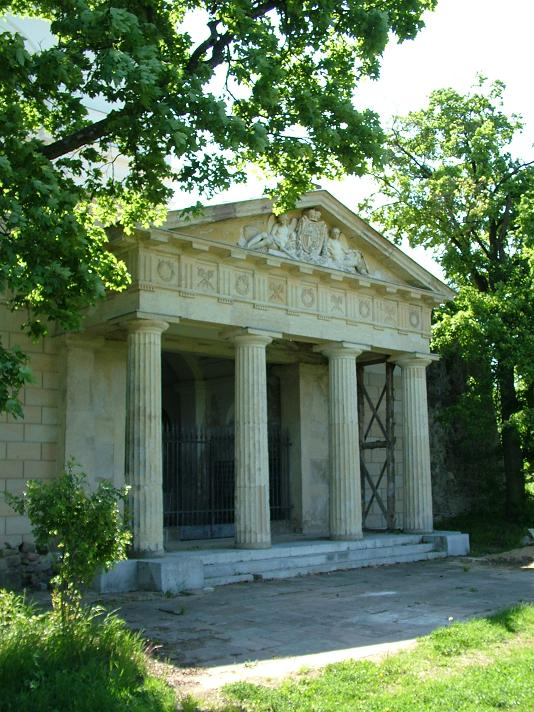
Lichtenštejnská hrobka ve Vranově

Po smrti knížete Jana I. byly jeho ostatky dne 23. dubna 1836 s vojenskými poctami převezeny z Lichtenštejnského paláce do Michaelerkirche k poslednímu požehnání a poté do Vranova, kde byl pochován. Kníže Jan I. i jeho manželka byli pochováni v nové lichtenštejnské rodinné hrobce ve Vranově, severně od Brna, kterou dal kníže vystavět.